# Calamus harmandii
Calamus harmandii là loài thực vật có hoa thuộc họ Arecaceae. Loài này được Pierre ex Becc. mô tả khoa học đầu tiên năm 1902.